# Anochetus strigatellus
Anochetus strigatellus är en myrart som beskrevs av Brown 1978. Anochetus strigatellus ingår i släktet Anochetus och familjen myror. Inga underarter finns listade i Catalogue of Life.